# Зайфферт, Вольфганг
Вольфганг Зайфферт (18 июня 1926, Бреслау — 15 января 2009, Гамбург) — немецкий юрист и профессор университета.

## Война и FDJ
Будучи сыном налогового инспектора, он стал военным добровольцем на флоте в 1944 году, когда учился в средней школе, а в 1945 году попал в советский плен. С 1947 по 1948 год учился в антифинской школе № 2041 под Горьким. В конце 1949 года он был освобожден из плена в ФРГ. Там он работал с 1950 по 1953 год в качестве штатного функционера социалистического Союза свободной немецкой молодёжи (FDJ). В 1950 году стал членом КПГ. Был главным редактором журнала Немецкая молодёжь, издаваемого FDJ. Участвовал в организации Встречи немецкой молодёжи в Восточном Берлине в 1950 году.

## В заключении
Когда в 1951 году FDJ был запрещен в Федеративной Республике, он занял должность функционера КПГ. Однако он поддерживал связь с Центральным советом Свободной немецкой молодёжи FDJ в Восточном Берлине, 16 марта 1953 года был арестован. Его обвинили в «тайном сговоре», создании угрозы безопасности государству и «государственной измене». После двух лет предварительного заключения в июне 1955 года Федеральный суд приговорил его к четырем годам тюремного заключения. В марте 1956 года ему удалось сбежать из тюрьмы в Анрате.

## Учёба и профессура в ГДР
Затем он отправился в ГДР, где он наверстал вовремя не сданный выпускной экзамен. В Восточном Берлине он работал в отделе по делам молодежи при правлении КПГ. Затем он стал членом СЕПГ и с 1956 года начал изучать право с основным упором на международное право в Университете Гумбольдта (HU), который он закончил в 1959 году. 24 апреля 1963 года получил докторскую степень доктора юридических наук по вопросу Добровольный арбитраж в западногерманском трудовом праве как средство власти монополий разоружить профсоюзы. Затем работал научным сотрудником Института изобретателей и авторского права Университета Гумбольдта. В январе 1967 г. защитил докторскую диссертацию по теме Международные правовые проблемы использования научных и технических результатов третьими лицами в соавторстве с Герхардом Фельге.
Затем последовало назначение профессором и преподавателем в Институте иностранного права и сравнительного правоведения Немецкой академии политических наук и права в Потсдаме-Бабельсберге. В 1969 году он был помилован Федеральным президентом Густавом Хайнеманом. Поскольку он знал Эриха Хонеккера по политической деятельности в FDJ, он стал его советником. Другие функции включали членство в Юридическом комитета СЭВ, деятельность в качестве судьи Арбитражного суда при Палате внешней торговли ГДР и вице-президентом Общества международного права в ГДР.

## Переезд в Федеративную Республику
Примерно с 1974 года, когда отношение к единству Германии было изменено в конституции ГДР, у него возникли сомнения в политических целях СЕПГ. Когда в 1976 году появилась возможность проводить гостевые лекции в Кильском университете, в декабре 1977 года Эрих Хонеккер дал ему разрешение. Зайферт переехал в Киль со своей семьей в феврале 1978 года. На этом его членство в СЕПГ закончилось, также он ушел со всех постов в ГДР. В 1980 году он был лишён звания профессора ГДР и всех наград ГДР. В последующие годы в своих публикациях и организациях он выступал за единство Германии.
До 1994 года возглавлял Институт восточноевропейского права в Кильском университете, после чего был генеральным секретарем Центра немецкого права в Москве.